# Río Tahuamanu
Der Río Tahuamanu (auch: Río Tahuamanú) ist ein Fluss in Peru und Bolivien, der sich mit dem Río Manuripi zum Río Orthon vereinigt und zum Flusssystem des Amazonas gehört.

## Verlauf
Der Río Tahuamanu hat seinen Ursprung in dem durch illegalen Holzeinschlag bedrohten Tahuamanu-Regenwald etwa 250 Kilometer Luftlinie westlich der peruanischen Grenze zu Bolivien. Von seiner Quellregion aus fließt der Fluss in östlicher Richtung durch die Region Madre de Dios in der Provinz Tahuamanu und erreicht nach 450 Kilometern die bolivianische Grenze. Von hier aus durchfließt der Tahuamanu das Departamento Pando und bildet die Grenze zwischen der Provinz Nicolás Suárez im Norden und der Provinz Manuripi im Süden, bis er sich bei Puerto Rico mit dem nur wenig kleineren Río Manuripi vereinigt. Der Fluss trägt anschließend den Namen Río Orthon und mündet nach weiteren 410 km in den Río Beni.
Auf Grund seines geringen Gefälles von nur knapp 300 Metern auf 900 Kilometern mäandriert der Fluss sehr stark und verändert so immer wieder seinen Verlauf und seine Länge, vor allem dann wenn sich zwei benachbarte Schlingen berühren, das Wasser die entstandene Abkürzung nimmt und so Altwasser zurückbleiben, die mit der Zeit verlanden. Da der Fluss in seinem gesamten Verlauf durch tropischen Regenwald verläuft und verkehrsmäßig bisher kaum erschlossen ist, ist sein Einzugsgebiet nahezu menschenleer. Verkehrsweg zur Erschließung der Region entlang des Flusslaufs ist allein der Wasserweg, Straßenverbindungen existieren nur ab Porvenir flussabwärts.